# جیانی دی روزا
جیانی دی روزا (انگلیسی: Gianni De Rosa; ۱۹ سپتامبر ۱۹۵۶ – ۲ اوت ۲۰۰۸) بازیکن فوتبال اهل ایتالیا بود.
از باشگاه‌هایی که در آن بازی کرده‌است می‌توان به باشگاه فوتبال پروجا، باشگاه فوتبال آ.ث. میلان، باشگاه فوتبال کالیاری، باشگاه فوتبال کومو، باشگاه فوتبال پالرمو، باشگاه فوتبال ناپولی، و باشگاه فوتبال ترنانا اشاره کرد.